# 芙女星
芙女星（小行星序號：13 Egeria）是一顆主帶的G-型小行星。它是安尼巴萊·德·加斯帕里斯在1850年11月2日發現的。芙女星是經由計算導致海王星發現的於爾班·勒威耶，以義大利阿里恰神話的仙女厄革里亞命名的；她是羅馬第二任國王努瑪·龐皮留斯的妻子。

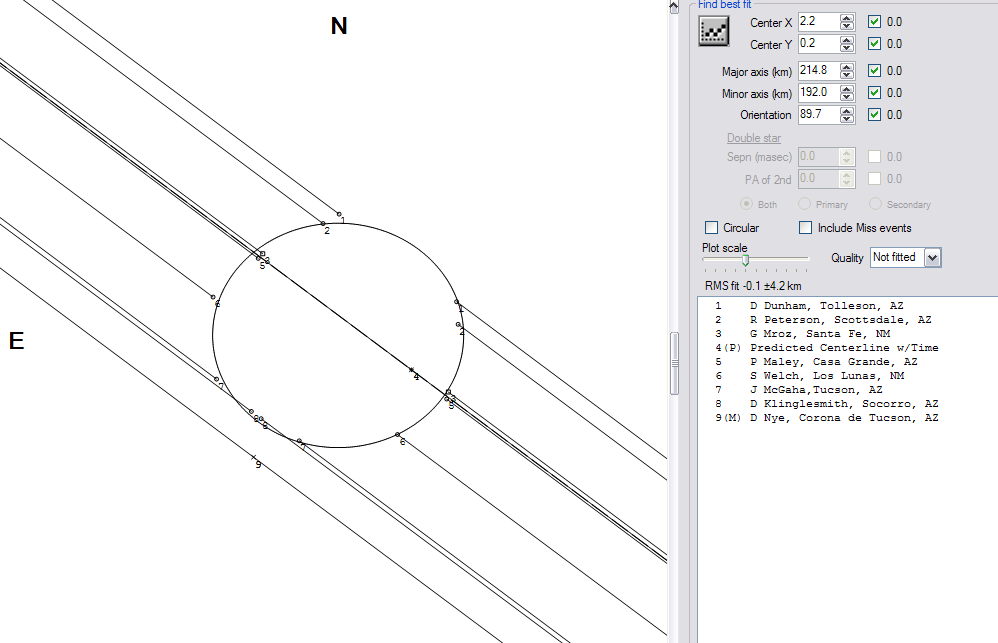
2008年1月22日芙女星掩星事件，以掩星軟體OCCULT4視覺化的圖。

1992年1月8日，芙女星就曾掩蔽過一顆恆星。確定它的盤面相當圓（217×196km）。2008年1月22日，它掩蔽了另一顆恒星，這次掩蔽由IOTA小行星掩蔽計畫協調，有新墨西哥州和亞利桑那州的幾名觀測者記錄掩星起訖時間。結果表明，芙女星朝向地球的截面呈現出214.8×192km的近似圓形輪廓，與1992年的掩星現象非常吻合。雷達也對其進行了研究。
在1988年，毛納基山天文台使用夏威夷大學88英吋望遠鏡對可能圍繞這顆小行星運行的衛星或塵埃進行了蒐索，但結果一無所獲。對芙女星的光譜分析表明，它的水含量異常高：質量的10.5–11.5%是水。這使得芙女星成為未來水資源開採企業的一個突出人選。

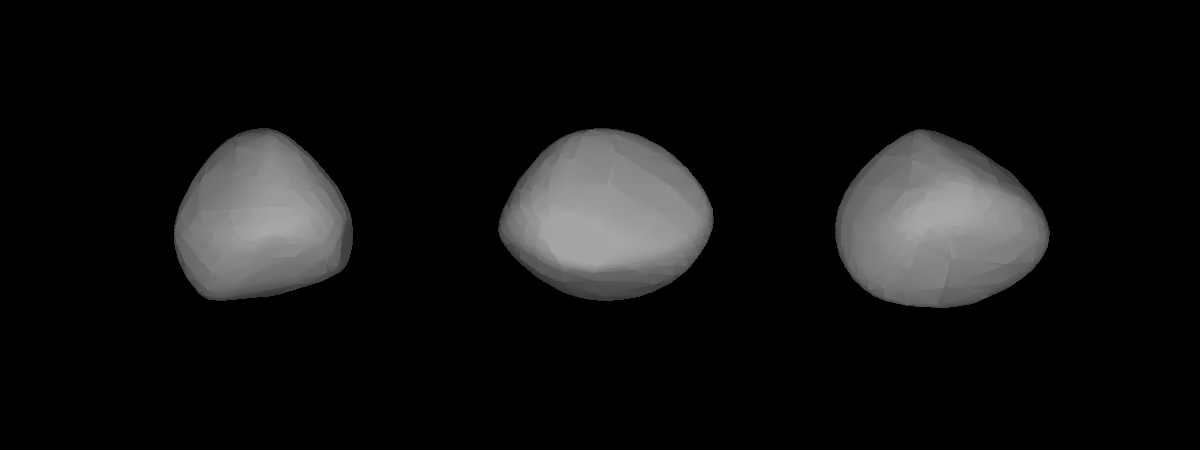
基於光變曲線的芙女星三維模型。

## 註解
1. ↑  (8.0 ± 2.2) × 10−12 M☉

## 外部連結
- . Minor Planet Center.   [2011-05-26]. （原始内容存档于2016-03-04）. (displays Elong from Sun and V mag for 2011)
- 芙女星 at AstDyS-2, Asteroids—Dynamic Site
  - Ephemeris · Observation prediction · Orbital info · Proper elements · Observational info
- NASA JPL小天體瀏覽器上的芙女星